# Isochem
Isochem (depuis 2017 Isochem PMC) est une compagnie de chimie fine spécialisée dans la synthèse à façon. Les produits et services sont destinés principalement aux marchés :
- pharmaceutique (API ou substance active de médicament et intermédiaires) ;
- cosmétique ;
- de spécialités.

La société exerce son activité sur 3 sites de production en France métropolitaine.

## Historique
- 1974 : création d’Isochem à Gennevilliers par Didier Wirth
- 1977 : création du site de Pithiviers (ex Agrifarm)
- 1979 : 1er audit et agrément de la FDA ; développement du marché vers l’export
- 1990 : Isochem  rejoint le Groupe SNPE
- 1991 : Isochem acquiert le site de Vert-le-Petit (ex IRCHA Chimie Fine et Propeptide)[1]
- 2003 : acquisition de l’établissement de Pont-de-Claix et de la filiale hongroise Framochem
- 2010 : acquisition d’Isochem par le fonds industriel allemand Aurelius AG (de)[2]
- 2012 : acquisition de la société de chimie fine anglaise Wychem par Isochem[3],[4]
- 2014 : vente par Isochem de la filiale hongroise Framochem
- 2017 : L'entreprise  se déclare  en cessation de paiements fin juin au motif, selon la direction, de  l'annulation de commande du client Gilead Sciences ce que dément celui ci[5].
- 2017 : Redressement judiciaire : 3 repreneurs possibles le groupe américain PMC , Orgapham et Palchem[6]
- 2017 :  Isochem repris par PMC International en décembre 2017,devient Isochem PMC et propose des produits de fabrication pharmaceutique sur commande (CDMO)

À sa fondation, spécialisée dans l’extraction et l’hémisynthèse de substances naturelles telles que la quinine, Isochem a progressivement développé une expertise dans la production industrielle multi-étapes
incluant des opérations variées telles que  réactions de Grignard, Friedel-Crafts, Sandmeyer, Vilsmeier, déprotonation au butyl lithium, réduction aux hydrures métalliques et hydrogénation. 
Dans les années 1990, la synergie avec le groupe SNPE a permis à Isochem de mettre en pratique de nouvelles technologies telles que phosgénation, nitration et fabrications de dérivés élaborés d’amino-acides tels que NCAs, UNCAs et peptides,.

## Sites industriels et spécificités
3 établissements en France :
- Vert-le-Petit (siège et production) : chimie du phosgène
- Gennevilliers : distillation fractionnée, réactions à froid (−70 °C)
- Pithiviers : hydrogénation sous pression, traitement des déchets[14],[15]

La plupart des sites industriels possèdent une équipe de recherche et développement ; de plus le site de Vert-le-Petit dispose de matériels permettant l’étude de la sécurité des procédés.
Ancien site :
- Pont de Claix : matières actives et intermédiaires pour l’Agrochimie. Repris par la société Extracthive en 2017[17], liquidation judiciaire en 2021[18].